# Ste. Marie (Illinois)
Ste. Marie è un villaggio degli Stati Uniti d'America, situato nello Stato dell'Illinois, nella contea di Jasper.